# Бенедикт III фон Алефелдт
Бенедикт III фон Алефелдт (на немски; * пр. 1348 в Гримструп; † сл. 1398) е граф от род Алефелдт в Шлезвиг-Холщайн, господар на Хагенсков, споменат за пръв път през 1352 г., от 1360 до 1367 г. съветник на крал Валдемар IV от Дания, от 1368 до 1404 г. съветник на графовете на Холщайн. Той е първият барон на Шлезвиг-Холщайн. През 1357 г. е наричан „Младия“, 1404 г. е наричан „Стария“.
Той е син на граф Бенедикт II фон Алефелдт († 1360) и съпругата му Бенедикта от Заединге († 13 март 1360). Внук е на граф Бенедикт I фон Алефелдт († сл. 1341), който 1309 г. е кнапе, 1319 г. рицар при херцог Хайнрих II фон Мекленбург, придружава 1341 г. крал Валдемар IV от Дания] в похода му в Калундборг, 1341 г. става датски съветник.
Брат е на граф Йохан фон Ахлефелдт (* 1350; † пр. 1392).
Бенедикт III фон Алефелдт получава през 1360 г. от крал Валдемар и син му за 3 000 сребърни марки именията им в Лоланд в Скеминге. Същата година той получава за 2 000 сребърни марки Хагенсков от Ото и Детлеф Венсин. Той купува освен това Крьонге, получава през 1363 г. Хаесборг и Егналс на Фалстер.

## Фамилия
Бенедикт III фон Алефелдт се жени пр. 25 март 1364 г. за Катарина Клауздатер Лембек/Лимбек († сл. 1368), дъщеря на лекаря Клауз фон Лембек/Лимбек († 1372/1373) и първата му съпруга Ида фон Вулф-Погвиш (* ок. 1330). Те имат децата:
- Клауз I фон Алефелдт (* пр. 1381; † 4 август 1404, убит в битката при Дитмарскен, Зюдерхаме), граф, 1395 г. рицар, женен ок. 1388 г. за Анна фон Погвиш; имат три сина
- Волф фон Алефелдт (* пр. 1396; † сл. 1424), женен за Хила фон дер Виш; имат пет деца
- Маргрета Алефелдт, омъжена за Андерс Олуфзен Лунге (* ок. 1352, Занга, Стокхолм; † 1408)

Бенедикт II фон Алефелдт се жени втори път за Иде Хартвигсдатер Крумедиге, дъщеря на
Хартвиг Крумедиге († сл. 1363) и София Педерсдатер Щиге († пр. 1362). Те имат децата:
- Бенедикт IV фон Алефелд († сл. 1411)
- Хайнрих фон Алефелдт (* пр. 1408; † ок. 1430), граф, женен за Катарина фон Лимбек (* пр. 1404) ; имат син
- Хенеке фон Алефелдт

Вдовицата му Иде Хартвигсдатер Крумедиге се омъжва втори път за свата си лекаря Клауз фон Лембек/Лимбек († 1372/1373) и има три дъщери.